# Luis Martínez Doreste
Luis Martínez Doreste (Las Palmas de Gran Canaria, 4 de marzo de 1973) es un regatista español. Es hermano de los también regatistas Gustavo, Jorge y Cristina.
En 1986, 1987 y 1988 fue subcampeón del mundo de la clase Optimist, y en 1991 y 1992 campeón del mundo juvenil de la clase 470, con Juan Luis Wood de tripulante.
En la Universiada de 1999 ganó la medalla de plata, y participó en los Juegos Mediterráneos de 1993 y 2001.

## Juegos olímpicos
Compitió en dos Juegos Olímpicos:
- Sídney 2000. 11.º puesto, clase Laser
- Atenas 2004. 10.º puesto, clase Laser